# Дубровачка република
Дубровачка република (лат. Respublica Ragusina) је била најзначајнија градска република и трговачки центар на источној обали Јадранског мора. Настала је постепеним изграђивањем градске самоуправе у Дубровнику током раног средњег века, у време врховне византијске власти, а почевши од 1205. године наставила је да се развија под окриљем млетачке власти. Виши степен државности и самоуправе стекла је 1358. године, по врховном угарском, а од 1526. године под врховном османском влашћу. Окупирана је 1806. године од стране француских трупа, а потом је 1808. године и формално укинута и укључена у састав наполеонске Краљевине Италије.
Свој врхунац је достигла у XIV и XV веку захваљујући веома развијеној трговини у унутрашњости Балканског полуострва на коме су се Дубровчани бавили и закупљивањем тргова, рудника и царина од месних владара Србије и Босне, чиме су додатно повећавали своје приходе. У циљу поспешења своје трговине, Дубровчани су у већим градовима у унутрашњости оснивали своје колоније (Ново Брдо и други). У доба свог највећег обима, република је захватала простор од Пељешца (Стонски рат) до бококоторске Превлаке са деловима Конавла и Поповог поља. Откриће Америке и поморског пута за Индију, као и стагнација Османског царства у XVII веку која је за последицу имала давање трговачких повластица другим западним земљама, довели су до опадања дубровачке привреде и целокупне државе, а преломну тачку представља велики земљотрес који је град погодио 6. априла 1667. године и од кога се он више никада није опоравио.
Иако је Дубровачка република номинално признавала врховну власт већих држава (Млетачка република, Српско царство, Краљевина Угарска, Османско царство), она је фактички била самоуправна, а у појединим периодима и готово независна.

## Оснивање града
Источни Јадран био је насељен још почетком неолита, а најближа околина Дубровника, укључујући и саме литице Рагузе, су биле насељене током бронзаног и гвозденог доба. Током старог века, центар регије се налазио у данашњем Цавтату, који је носио романизовано илирско име Епидаурум („мјесто иза шуме” или „брег/брдо”). Град се под овим именом први пут помиње 47. године пре н. е.
У време Римског царства, у околини Епидаурума су се налазиле војна утврђења, а једно од њих је било смештено на литици Срђ. Рагуза је такође, била место одређене важности. Археолошки налази на Локруму сежу у — век  п. н. е. Подручје Епидаурума је примило хришћанство средином  века, док је подручје данашњег Дубровника покрштено током V века. Докази за то је хришћанско гробље у Сланоме.

### Византијска и млетачка власт
Од свог оснивања, па све до XII века, Дубровник је улазио у састав Византијског царства. Међутим, без обзира на романску властелу, српска већина је асимиловала малобројну романску заједницу, па је за град превагнуло српско име Дубровник (насупрот романском Рагуза). За то време, град се шири и добија одређену аутономију (свог бискупа).
Почетком XI века, дубровачке лађе биле су препознатљиве широм Медитерана, а Дубровчани познати као вешти морепловци и трговци, који склапају трговачке уговоре са многим градовима и кнежевинама. Дубровник је 1186. склопио мир са Стефаном Немањом и братом му хумским кнезом Мирославом, а нешто касније и чувени трговачки уговор с босанским баном Кулином. Дубровачке лађе често морају да град бране од разних освајача: Самуило (992), Арапи (1028—1034), Нормани. Али и да ратује за туђе интересе (Нормани од 1081. до 1085).
Након пада Цариграда 1204. године, у руке крсташа, Дубровчани су били принуђени да од 1205. признају врховну власт Венеције, под чијом влашћу остају све до 1358. године. За ово време, Дубровчани дижу три безуспешне буне, али се млетачке власти нису успели ослободити. Године 1295. у Дубровнику се десио велики пожар, који је уништио цело предграђе Дубраву и велики део града Рагузум (Ragusium). Због тога, оба насеља су се спојила у једно и више се нису смеле градити дрвене куће.
Захваљујући јачању Српске краљевине, а касније и царства, Дубровник се територијално проширио на Ластово, Пељешац са Стоном, Мљет и цело Конавље. Свој највећи врхунац, Република је достигла током XIV и XV века захваљујући и трговачким привилегијама унутар Српског царства, а касније и његових наследница, где су се Дубровчани бавили закупљивањем тргова, рудника и царина од месних владара, чиме су додатно повећавали своје приходе. Дубровник је због граница и своје трговине имао доста неприлика са својим суседима. Доласком на власт цара Душана, град ужива привилегије у царству, али плаћа и годишњи „српски данак“ од 2.000 перпера. У доба свог највећег обима, република је захватала простор од Пељешца до Превлаке са деловима Конавла и Поповог поља. У периоду од 1427. до 1459. у Дубровнику су се стално склапала друштва ради трговине у Србији.
За предају управе Пељешца, Дубровчани су плаћали 500 златних перпера накнаде по години и морали су да се обавежу да ће дозволити слободно исповиједање православне вјере на полуострву. Дубровачка управа плаћала је надокнаду која је ишла у буџет српских манастира у Јерусалиму и Светој Гори наредних 470 година, све до самог пада Републике.
Средњовековна Србија је са све три стране окруживала Дубровачку републику. Дубровчани Србију тог времена називају: Склавонија, Славонија, Словинска земља.

## Угарска власт и оснивање републике
Рат између Угара и Млечана окончан је почетком 1358. године склапањем Задарског мира по коме су Млечани морали уступити Угарској све своје поседе на источној обали Јадранског мора, од Кварнера до Драча, укључујући и Дубровник. Односи између Дубровника и угарског краља Лудовига I регулисани су Вишеградским уговором од 27. маја 1358. године у коме је дужност Дубровника била да угарској круни плаћа годишњи данак (500 дуката) и да у свечане дане истиче угарску заставу (отуд је и настао данашњи грб Дубровника). За случај рата морали су помагати угарског краља на мору, док се Угарска у њихове унутрашње послове није мешала. Пошто је угарски краљ носио и тутулу краља Далмације, поменутим уговором је дефинисано да Дубровник, који се налазио у историјској Далмацији, долази под окриље угарске круне управо као део Далмације (лат. civitatem Ragusii in regno nostro Dalmacie), а не Хрватске.
Дубровник је под угарском врховном влашћу, све до њене пропасти 1526. године, био потпуно независан, те је у то време и проживео своје, у економском погледу, најсјајније доба, када су његови агилни трговци у знатној мери посредовали при трговачком саобраћају између источне и западне Европе. У то време Дубровник је добио свој садашњи изглед, јер су тада већим делом подигнути градски бедеми и неке знаменитије зграде (кнежевски двор, кула Минчета, фрањевачки и доминикански самостан итд), а 1438. доведена је вода са Шумета.
Али, за то време Дубровник је имао са својим непосредним суседима више неприлика, неголи икад: 1359—1362. ратовао је с господаром Требиња, кнезом Војиславом и Которанима, а 1370—1371. са новим господаром Требиња, жупаном Николом Алтомановићем. Када је 1378. Босна освојила Требиње и Конавле и тако постала једини његов сусед, Дубровник је настојао да прошири своје границе на ту страну. Године 1399. успео је да добије приморје од Стона до Затона, али је зато имао многе невоље због Конавала. Године 1391. купио их је, али их је добио тек 1419—1427, а онда је морао због њих и ратовати, 1430—1432. с босанским војводом Радосавом Павловићем, а 1451—1454. и са херцегом Стефаном Вукчићем Косачом. То су били последњи ратови, које је Дубровник уопште водио. Турци су 1466. освојили Херцеговину, али су застали пред дубровачким границама, јер су Дубровчани већ били себи осигурали заштиту турских султана. Приликом самог краја угарског доба Дубровник су задесиле две велике несреће: 1520. врло јак земљотрес, а 1527. велика куга.

## Вазалство према Османлијама
У унутрашњем уређењу настала је промена у толико, што је млетачког кнеза заменио домаћи. Њега су, после кратког времена, бирали сваког месеца, а имао је исто тако малу власт, као и у млетачко доба. После Косовске битке Дубровник је ступио у односе с Турцима, те је 1397. добио ферман султана Бајазита, да сме слободно трговати по целом Турском царству. После пада Србије 1459. Дубровник се обавезао, да ће плаћати султану годишњи харач за слободу трговања по Турској. Тај је харач у почетку износио 1.500 златних дуката, да би временом био подигнут до 15.000 дуката, али је 1481. сведен на 12.500, те је тако остало све до Српског устанка 1804, када су Дубровчани посљедњи пут платили харач Истанбулу. То је била једина реална веза између Дубровника и турске царевине и ако се после угарске пропасти од 1526. сматрало да је Дубровник под заштитом и врховном влашћу Турске, она је дефинитивно укинута Бечким конгресом 1815. године.
У свему другом Дубровник је био независан. Град је могао ући у односе са било којом државом, а бродови Дубровника пловили су под дубровачком заставом. Османлије Дубровачкој републици дају посебна права у трговању, што дубровачку трговину још више веже у Османско царство. Дубровник је део јадранске трговине предао у власт Османског царства, а трговци из Дубровника плаћали су одређени порез у лукама. Дубровачки трговци су такође снабдевали османске колоније, а имали су и своје колоније (у Цариграду, Солуну, Једрену (Дринопоље), Београду, Призрену, Софији, Букурешту, Сарајеву, те Венецији, Анкони (Јакин), Фиренци, Сиракузи, Месини, Палерму, Александрији и Каиру), што им је давало посебне привилегије у царству. Дубровачки трговачки бродови могли су слободно упловити у Црно море, што је било забрањено свим неосманским бродовима. Плаћали су неке обавезе мање од других трговаца, а Дубровник је истовремено уживао османску дипломатску подршку у трговини с Млечанима.
За готово 300 година што је Дубровник био под турском врховном власти, он је понајвише у миру живео, вешто одржавајући неутралност у ратовима између Турака и хришћана. Али је опет био у великој опасности за време Великог бечког рата 1683—1699, јер је Млетачка република, дубровачки конкурент и непријатељ, била одасвуда опколила његово подручје, као што су 1602—1606 помагали устанак на острву Ластову. Зато се Дубровник 1684. вратио под врховну власт немачког цара као и угарског краља, а у Карловачком миру 1699. постигао је, да га са севера и с југа уски комад турске земље одели од млетачког подручја. Посљедњи пут долазили су до Дубровника непријатељи 1711, када су Црногорци, као савезници Петра Великог, провалили у Конавле. За време Руско-турског рата 1768—1774. због једне руске лађе, коју је Дубровник запленио у Ђенови, дошло је готово до рата између Русије и Дубровника. Сукоб се завршио 1775. „миром у Ливорну“.
Под турском заштитом Дубровник је стално развијао своју трговину, извор свога богатства, јер су само дубровачки трговци могли да се слободно крећу по унутрашњости Турског царства. Али је и град ускоро осетио последице открића Америке и нових трговачких поморских путева око Африке, који су мало помало превагу у трговини преносили с обала Средоземног мора на обале Атлантског океана. Политичко и економско пропадање Турске током XVII века донело је такође, назадовање дубровачке трговине по Турској. Тако је Дубровник већ био прешао најјачу фазу свога економскога напретка, кад се 6. априла 1667. године, десио велики земљотрес, који га је напола срушио, упропастио неколико хиљада људи у њему и нанео му велику материјалну штету.
После земљотреса, стање у граду је постало толико очајно, да град није могао ни да плаћа годишњи харач Порти, па му је зато 1678. запретила велика опасност од Турака, али се спасао, захваљујући највише држању Николице Бунића. Због погибије многе властеле за време земљотреса, примљено је онда међу властелу и 10 угледнијих грађанских породица, али и то је био један од узрока унутрашњега пропадања, јер су настала трвења међу старом и новом властелом.
Значајно насељавање православног становништва догађа се после великог земљотреса 1667, када бројни радници и зидари долазе из залеђа како би радили на темељној обнови града. У 18. вијеку бројни православни трговци и занатлије (већином из Херцеговине) остварују значајне пословне успјехе у граду и граде трговачке мреже које су се протезале до Сарајева. Неколико трговаца у тестаментима завјештава комплетан иметак свом народу, Јерусалиму и Српској православној цркви.
Царска Русија се током 18. века ангажовала као заштитница православних хришћана у Османском царству, што је довело и до извесног побољшања положаја православља у Дубровнику, гве је српска православна црквена општина основана 1790. године.

## Крај републике
Након слома Млетачке републике у пролеће 1797. године, дотадашња Млетачка Далмација и суседна Бока которска потпале су под власт Хабзбуршке монархије, док је Дубровачка република успела да очува своју самоуправу. Француским запоседањем аустријске Далмације почетком 1806. године и руским искрцавањем у Боки которској, Дубровачка република се нашла између две велике, међусобно зараћене силе. Француски генерал Жак Лористон је са 1.200 војника кренуо из Далмације према Боки, преко Дубровника. Дана 26. маја 1806. године француска војска је без сагласности ушла на територију неутралне Дубровачке републике, а идућег дана је на превару ушла у град, тражећи да се само одмори и окрепи на путу за Боку. Уместо тога, одмах је окупирала град, али републику није укинула.
Убрзо након почетка француске окупације, руска и црногорска војска ушла је на дубровачку територију и почела борбу с француском војском, пљачкајући и палећи све на путу. То је кулминисало опсадом окупираног града у којој је на њега пало 3000 топовских зрна.
Маршал Огист Мармон је 31. јануара 1808. године издао прокламацију којом се и формално укида Дубровачка република, упркос противљењу дубровачких првака, а дотадашња дубровачка територија прикључена је Краљевини Италији, марионетској држави Француског царства. Наредне године (1809), дубровачка територија је издвојена и заједно са Боком, Далмацијом, Истром и словеначким земљама укључена у Наполеонове Илирске провинције. Мармону је Наполеон дао новостворену титулу "војвода дубровачки" (Duc de Raguse).
Након седам година француске окупације, охрабрени дезертирањем француских трупа након пропале инвазије на Русију и поновног уласка Аустрије у рат, све дубровачке друштвене класе, под вођством властеле, устале су на општи устанак против окупације. 18. јуна 1813. заједно с британским савезницима натерали су на предају француски гарнизон на острву Шипану, затим и у Стону те на Лопуду, након чега се устанак проширио копном Републике, почевши с Конавлима.. Тада су почели опсаду Града, уз помоћ Британске морнарице с бродовима ХМС Баканте и ХМС Сарасен, под командом капетана Вилијама Хоста, а убрзо се устанку придружило и становништво унутар опкољеног Града. Аустријско царство је послало своје трупе под командом генерала Тодора Милутиновића под изговором да су дошли да помогну својим дубровачким савезницима, међутим, као што се убрзо показало, заправо су хтели да француску окупацију Дубровника замене својом. Завели су једног од привремених гувернера Републике, Влаха (сина Брње) Кабогу, обећањима моћи и власти (које није дуго уживао, него је умро у срамоти, од народа отад зван "Традитур" - издајник), те су успели да га убеде да врата са источне стране остану затворена дубровачким устаницима који су се тамо сакупили, а да кроз врата на западу уђу аустријске снаге (без дубровачких војника) како би окупирале Град, након што се предао француски гарнизон од 500 војника под командом генерала Монришарда.
Након тога, барјак светога Влаха вијорио се уз аустријску и британску заставу, али само два дана, јер је 30. јануара генерал Милутиновић наредио градоначелнику Сабу Гиорги да га спусти. У патриотском заносу Гиорги, који је био задњи кнез Републике прије француске окупације, одбио је да скине барјак, "јер га је припео (подигао) народ", и ниједан Дубровчанин то није хтео да учини, чак ни након што су им запретили оружјем, него су барјак скинули аустријски војници.
Иако влада Дубровачке републике никад није потписала капитулацију нити се одрекла суверенитета, што је по правилима Клеменса фон Метерниха које је Аустрија усвојила за Бечки конгрес значило да је требало да буде обновљена, Аустријско царство је успело да увери друге савезнике да му дозволе да задржи територију Дубровачке републике Док су многи мањи и мање важни градови и бивше државе били примљени на Конгрес, то право је негирано представнику Дубровачке републике. Све то је било у потпуној супротности са свечаним уговорима које су аустријски цареви потписали с Републиком: први потписан 20. августа 1684., у којем цар Леополд I Хабзбуршки Републици обећава и гарантује неповредиву слободу ("инвиолатам либертатем"), те други из 1772., у којем царица Марија Терезија обећава заштиту и поштовање неповредивости територија и слободе Дубровачке републике.
Град ће у оквиру Аустријског царства остати све до његовог распада 1918. године.

## Културни живот републике
По уређењу Дубровачка република је била аристократска република на чијем се челу налазио изборни кнез протоколарних овлашћења кога су прво постављали њени суверени, а касније га је бирало месно племство из својих редова. Стварна власт налазила се у рукама Већа умољених или Сената који је сачињавало 45 најбогатијих и најистакнутијих племића и они су доносили све одлуке и законе. Поред кнеза и Сената, у Дубровачкој републици постојало је још:
- Мало вијеће које је чинило 11 бираних чланова Сената да би спроводило његове одлуке,
- Велико вијеће које су чинили сви пунолетни племићи и које се састајало повремено да би доносило законе.

### Народни језик и писма Дубровачке републике
Сами Дубровчани су свој говор називали српским (lingua serviana), дубровачким, нашким, словинским, илирским. У писању су кориштени глагољица и ћирилица, а од XV века и латиница која је касније у потпуности потиснула прва два писма. Поред употребе за кореспонденцију са владарима широм Балкана, ћирилица је кориштена и у самом Дубровнику, како међу становништвом, тако и међу католичким клером (на једном молитвенику из 1512. године стоји да је исписан „српским писмом и језиком“, а треба поменути и зборник побожних текстова „Либро од мнозијех разлога“ из 1520. године).

### Дубровачка књижевност
На простору Дубровачке републике развила се јака материјална култура у којој се истиче дубровачка књижевност, а која представља највише домете ренесансе, хуманизма и барока међу Јужним Словенима.
Дубровачка књижевност обухвата књижевност створену на тлу Дубровачке републике и она представља највише домете књижевности хуманизма и ренесансе међу Јужним Словенима. Стварана је на месном језику тзв. дубровачком књижевном језику који је у основи штокавско источнохерцеговачки дијалекат (и)јекавског изговора са чакавизмима и икавизмима (којих није било у свакодневном говору) преузетим из суседних далматинских говора и романским позајмљеницама из далматског (којим се користио романски део становништва) и италијанског (тосканског) језика. Као најстарије дело ренесансе у Дубровнику узимају се три стиха која је 1421. године на празној страни „Царинског статута“, ћирилицом записао Џонко Каличевић. Крајем XV века јављају се петраркисти Шишко Менчетић са канцонијером у коме има више од 500 песама и Џоре Држић. Након њих се почињу да стварају Мавро Ветрановић, Никола Наљешковић и Марин Држић, а потом у другој половини XVI века Динко Рањина, Динко Златарић и Андрија Чубрановић. Крајем XVI и почетком XVII века јавља се барок у дубровачкој књижевности који свој врхунац достиже у делима Ивана Џива Гундулића, Џива Бунића и Џона Палмотића. Игњат Ђурђевић и његово дело „Уздаси Мандолијене покорнице“ из 1728. године представљају њен последњи велики домет. Еп „Осман“ Ивана Гундулића представља најзначајније дело дубровачке књижевности и најуспелији словенски барокни еп, а од значајних дела свакако треба поменути и комедију Марина Држића „Дундо Мароје“. Вук Стефановић Караџић је два елемента дубровачког књижевног језика (чување гласа х и дентала д и т иза је насталог од кратког гласа јат) који су се у већини других средина изгубили, унео 1836. и 1839. године у своју језичку реформу. У данашњој науци постоји спорење око тога да ли дубровачку књижевност треба сврстати у српску или хрватску књижевност (у зависности од тога да ли се дубровачки говор сматра делом српског или хрватског језика) или је она нешто између њих.
Српске традиције династије Немањића, Косова и ратова са Турцима били су постављени као средишња тема у делима водећих писаца Дубровачке републике.

### Племићке породице
- Породица Гундулић (Gondola)
- Породица Геталдић (Ghetaldi)
- Породица Бонда
- Породица Бунић (Bona)
- Породица Пуцић (Pozza)
- Породица Соркочевић (Sorgo)
- Породица Градић (Gradi)
- Породица Гучетић (Gozze)
- Породица Рабреновић (Hrabrenovico)
- Породица Кабижић (Kaboga)

## Занимљивости
Дубровник је био заступљен у Бечу од 1684. једним послаником. Дубровачка република је имала конзулате и у Трсту и Сењској Ријеци.
Одлуком дубровачког сената октобра 1765. године је основан конзулат Дубровачке републике за целу Хрватску са средиштем з Загребу.
У XVI веку значајан део становника Пељешца, Конавла и других делова Дубровачке републике чинили су православни хришћани.
Хрватски језик се на простору Дубровачке републике све до краја 19. столећа готово и не помиње.